# Letuš
Letuš este o localitate din comuna Braslovče, Slovenia, cu o populație de 696 de locuitori.